# Vlag van Lancashire

Vlag van Lancashire

Onofficiële vlag van Lancashire tot 2008

De vlag van Lancashire, een 'non-metropolitan' graafschap in Noord-West Engeland, toont de rode roos van Lancashire op een veld van goud. De vlag werd op 20 november 2008 geregistreerd bij het Flag Institute.
De rode roos is het symbool van het Huis Lancaster. De gangbare naam voor deze roos, die op veel plaatsen in het graafschap voorkomt, is the Red Rose of Lancashire, maar de correcte naam is the Red Rose of Lancaster. In determinatiegidsen wordt de roos Rosa gallica var. officinalis genoemd. In Nederland valt de roos onder de Gallicarozen. Officinalis staat voor geneeskrachtige werking.
De volgende dichtregel stamt uit de 15de eeuw en refereert aan de Rozenoorlogen: 
In the battle for England's head
York was white, Lancaster red
Het embleem van Huis York is een witte roos, de vlag van Yorkshire vertoont de witte roos op een blauw veld.
De oorspronkelijke vlag van Lancashire toont een rode roos op een wit veld. Helaas is deze vlag niet tijdig aangemeld bij het Engelse Flag Institute. Toen men de vlag wilde laten registreren, bleek dat dit al eeuwen daarvoor gedaan was bij het 'Lyon Court' door de Schotse stad Montrose. Omdat het niet toegestaan is om binnen Groot-Brittannië twee vlaggen met hetzelfde ontwerp te registreren, is voor de rode roos op een gouden veld gekozen.